# 徳島バス
徳島バス株式会社（とくしまバス、英語: TOKUSHIMA BUS Co., Ltd. ）は、徳島県徳島市に本社を置くバス事業者である。徳島県内最大のバス事業者であり、路線バス、高速バス、貸切バスを運行する。
県内（特に徳島市内）では、徳島市交通局が運行する徳島市営バスが「市バス」と呼ばれるのに対し、「徳バス」と通称される。
日中戦争の最中に施行された陸運統制令により、県内に存在した9つのバス事業者が統合して発足した「徳島バス統合株式会社」に端を発する。1942年に「徳島統合バス株式会社」に商号変更されたのち、1947年8月31日に現商号となった。
1961年3月25日に南海電気鉄道と資本提携してからは、同社の関連会社となり、同社の持分法適用会社を経て、2009年4月より正式に子会社となった。

## 沿革
- 1942年2月4日 - 徳島バス統合として設立
- 1942年3月7日 - 徳島統合バスに改称
- 1961年3月25日 - 南海電気鉄道の関連会社となる
- 1992年10月1日 - 一般路線バス運賃改定。
- 1997年4月1日 - 一般路線バス運賃改定（消費税率5%）。
- 2014年4月1日 - 一般路線バス運賃改定（消費税率8%）。
- 2019年10月1日 - 一般路線バス運賃改定（消費税率10%）[2]。
- 2024年10月1日 - 一般路線バス運賃改定[3]。
- 2026年 - キャッシュレス決済導入予定[3]。

## 概要

### 一般路線バス
一般路線バス部門は、最盛期は県内にくまなく路線を展開し、近隣の県へ向かう路線や、徳島駅前から県南の牟岐町まで60km以上を走破する路線なども存在した。しかしモータリゼーション化の影響で利用客が減少し、慢性的な赤字経営が続いている。赤字の発生・拡大に伴って、会社全体の経営にも影響が出るようになってきたことから、しばしば路線の縮小・廃止を伴った路線再編を行っている。
2010年2月の段階で、一般路線バス部門全体での赤字額は年間約2億円となっていた。また近年では、一般路線バス部門の低迷とは対照的に、高速バス部門などでは比較的堅調な事業成績を上げていることから、「高速バス部門等で上げた利益で一般路線バス部門の赤字を補填し、事業を維持する」という経営手法を採っている。
また、旧貞光営業所については、グループ会社（1963年に全額出資）である四国交通（四交）に車両ごと売却され、四交の貞光営業所となった。のちに四交の貞光営業所も営業所ごと廃止され、一部路線はつるぎ町コミュニティバスに移管されている。
旧川口営業所については、2024年10月1日ダイヤ改正でグループ会社である徳島バス南部（南部バス）に車両ごと移管された。
これらの再編の結果、徳島バス本体の一般路線バスの運行エリアは、北は香川県東かがわ市（翼山温泉）まで、西は上板町（鍛冶屋原）・吉野川市（西麻植）まで、南は勝浦町（横瀬西）・阿南市（橘西）までとなっている。
このように一般路線バス部門では、基本的に他の地方ローカルバス会社と同様に苦しい経営・事業規模の先細り傾向が続いているが、積極的な動きも見られる。例えば、2008年10月1日に実施されたダイヤ改正において、佐那河内線の一部が隣接する神山町内まで乗り入れるよう改められ、全国的な傾向からみても珍しい路線延長が行われた。
その一方で、また、赤字・経営難に喘ぐ県内公営バスの一部路線の引継ぎ・受託運行も行うようになっている。鳴門市エリアで競合関係にあった鳴門市営バス鳴門公園線・高島線の徳島バスへの一本化（鳴門市からの補助により鳴門駅前発区間便を運行）や、のちに鳴門市営バス撤退による引田線・北泊線・大麻線の運行、徳島市で競合関係にある徳島市交通局（徳島市営バス）の運行受託、小松島市営バス事業廃止による立江線・小松島立江線・和田島線・目佐和田島線・田浦線の委譲運行はその一環である。また、2016年4月1日より、徳島市交通局の210円均一路線の市原・島田石橋線を新たに委託運行を開始した。
また空港連絡バスとして、徳島空港発着の定期航空便ダイヤに合わせた徳島空港連絡バスを運行しており、徳島バスのホームページでは「空港バス」と呼称している。

### 高速バス
1985年に鳴門市と淡路島を結ぶ大鳴門橋が開通し、これに伴い1989年に東京行きの夜行高速バス「エディ号」徳島 - 東京線を運行開始、高速バス事業に参入した。
当時は明石海峡大橋は未開通（1998年開通）であり、また神戸淡路鳴門自動車道も鳴門インターチェンジ - 津名一宮インターチェンジ間しか開通していなかった（津名一宮IC以北は明石海峡大橋と同時に開通）。そのため、当時は淡路島島内には停車せず、「津名一宮インターチェンジまで高速道路を走行→大磯港まで一般道路を走行→須磨港まで淡路フェリーボート（現在は廃止）にバスごと乗り込んで明石海峡を横断→若宮出入口より再び高速道路に入る」という経路であった。また、三宮・大阪行きの高速バスも当初は淡路フェリーを利用するルートを通っていた。
「エディ号」徳島 - 東京線の開業と同時に、津名港（当時は津名町、現在の淡路市）行きの淡路 - 徳島線も、津名港発着の共同汽船へのアクセスとして開設された。のちに津名港発着の高速船がなくなり同区間の利用客が激減したため、徳島バスは撤退している。
その後は、明石海峡大橋の開通や高松自動車道の延伸といった高速道路整備の進捗に伴い、高速バスの運行本数は爆発的に増え、全国の主要各都市へと路線網を拡大していった。最初に「エディ号」として運行された徳島 - 東京線だけでなく、徳島バスが運行する高速バスの総称が「エディ号」となっており、高速車にはすべて「エディ (Eddy)」の名の由来にもなっている鳴門の渦潮をモチーフにした絵が描かれている。夜行便の東京行きは特に「ムーンライトエディ」とも呼ばれる。一部の路線には学生割引学割制度がある。
2010年にはETC大幅割引の影響で、学園都市線が廃止され、また奈良線は短期間で廃止となり、2016年3月限りで枚方・寝屋川線も廃止された。
2022年8月時点では、学園都市線や奈良・天理線など一部路線が廃止されているものの、東京（東京駅・新宿）、名古屋（特定日運行）、京都、梅田・難波・USJ、関西空港、三宮・新神戸、高知、松山、高松、岡山、広島の各都市へ高速バスを運行している。これらの高速バスは原則として徳島県外へ出た後は目的地まで無停車で運行するが、東京線、名古屋線、関西空港線、かつての枚方・寝屋川線については淡路島内にも停車し、乗客扱いを行う。なかでも京阪神方面行きと東京行きの高速バスは好調で、徳バスのドル箱路線となっており、休日などは増車便（続行便）が出る場合がある。2台で運行する場合、2号車は1号車が定刻通り発車した後に乗り場に入るため、1号車に比べて若干遅れての運行となる。また、行先によって乗り場が違う場合もある。
京阪神方面において、難波での乗降は大阪シティエアターミナル（OCAT）では扱わず、全便南海なんば駅で行う（難波経由の 京阪神 - 四国 の高速バスでは唯一）。

#### 牟岐線においてのJR四国との共同経営
2019年3月16日のダイヤ改正に於いて、牟岐線の阿南 - 牟岐・海部間の列車減便を行った四国旅客鉄道（JR四国）からの要請により、同日から京阪神発着路線のうち、室戸・生見・阿南 - 大阪線の阿南駅 - 甲浦間（JR四国牟岐線の阿南 - 海部間と阿佐海岸鉄道阿佐東線の海部 - 甲浦間に相当）に限り相互乗降可能となった。ただし2022年3月までは、JR四国ならびに阿佐海岸鉄道のきっぷは使用不可で、乗車時に区間を決めて前払いで支払う形になっていた。これはJRの鉄道路線と民間のバス会社が「連携ダイヤ」を組んだ事例として、また地方における交通事情により、鉄道と高速バスが競合から協調へと路線転換したものとして報道された。
さらに2022年3月、独占禁止法特例法（令和2年法律第32号）に基づき、徳島バス及びJR四国による「徳島県南部における共同経営計画」が国土交通大臣から認可された。これは日本初の鉄道事業者とバス事業者の共同経営となる。この「徳島県南部における共同経営計画」により、2022年4月1日より阿南 - 浅川間においてJR四国との共同経営が開始され、運賃が共通化 し、JRの有効な乗車券類で当該区間へのバス乗車が可能となる。なおJR運賃での利用は「事前に有効なJRの切符等を購入していること」が条件となり、現金での利用およびJR切符の有効区間外への乗り越し区間の運賃は徳島バスの運賃が適用される。
2023年5月20日より阿波海南駅至近の位置に海部高校前バス停が新設されることに伴い、共同経営区間が拡大され、阿南 - 阿波海南（海部高校前）間となる。

### 貸切バス
四国圏内を中心に運行する貸切バス部門は、2022年7月時点で大型車を中心に30台の車両を保有・運用し、徳島県内のバス事業者中で随一の規模を誇る。

## 営業所
- 徳島営業所
  - 徳島県徳島市出来島本町一丁目25
- 万代営業所
  - 徳島県徳島市万代町七丁目1-1（徳島市営バス万代車庫と共有、ただし事務所は別に構えている）
- 北島営業所
  - 徳島県板野郡北島町高房百堤外25-1
- 鳴門営業所
  - 徳島県鳴門市大津町吉永三石野756（旧鳴門市営バス車庫）
- 鴨島営業所
  - 徳島県吉野川市鴨島町西麻植麻植市40-7
- 橘営業所
  - 徳島県阿南市橘町幸野85
- 小松島営業所（元小松島市営第二車庫）
  - 徳島県小松島市小松島町新港9-1

## 一般路線
徳島バスのホームページによれば、一般路線バスの路線は行き先・経由地などによって分類されている。
最新の路線再編は2024年10月1日に行われている。
旧阿南バス運行路線については徳島バス阿南#路線を参照。

### 鳴門線
徳島駅前のバスターミナルから出発し、鳴門市方面へ向かう路線であり、徳島駅発便については最終目的地はボートレース鳴門、鳴門公園、鳴門ウチノ海総合公園の3カ所が設定されている。徳島市内の「助任橋・徳島大学前」停留所（徳島大学常三島キャンパス前）を境に、県道39号線（旧国道11号）に入り吉野川橋を渡って進むルートと、吉野川大橋を渡りバイパス（現・国道11号）を進むルートの2つに大別される。
広島（東発）経由ルート
- 徳島駅前 - 助任橋・徳島大学前 - 四国大学前 - 老門 - 広島（ - 免許センター前 - 徳島阿波おどり空港） - 東発 - 鳴門駅前 - 高速鳴門バス停前（ - 鳴門教育大学前 - 高島 - 鳴門ウチノ海総合公園、または - ボートレース鳴門）
県道39号線（旧国道11号）に入り、吉野川橋を渡って板野郡北島町、松茂町へと進んでいく路線である。大きくは経由地である松茂町の「広島」停留所の名前をとって「広島経由ルート」として扱われている。松茂町では一部の便が免許センター前まで乗り入れ（鳴門ウチノ海総合公園行きは徳島阿波おどり空港も経由する）、乗り入れないほとんどの便は国道28号上の「免許センター口（旧・徳島空港口、笹木野北）」停留所を通過する。
下り便はその後鳴門市内に入り、「東発」停留所を経由したあと、ボートレース鳴門、または鳴門ウチノ海総合公園に向かう。

吉野川大橋・中喜来（バイパス）経由ルート
- バイパス・東発ルート・鳴門ウチノ海総合公園行き：徳島駅前 - 助任橋・徳島大学前 - 広島ランプ - 広島 - 東発 - 鳴門駅前 - 高速鳴門バス停前 - 鳴門教育大学前 - 高島 - 鳴門ウチノ海総合公園
- バイパス・東発ルート・鳴門公園行き：徳島駅前 - 助任橋・徳島大学前 - 広島ランプ - 広島 - 東発 - 鳴門駅前 - 高速鳴門バス停前 - 大塚国際美術館前 - 鳴門公園
- バイパス・松茂・徳島阿波おどり空港経由ルート・鳴門公園行き：徳島駅前 - 助任橋・徳島大学前 - 広島ランプ - 松茂 - 免許センター前 - 徳島阿波おどり空港 - 東発 - 鳴門駅前 - 高速鳴門バス停前 - 大塚国際美術館前 - 鳴門公園
- 中喜来バイパスルート：徳島駅前 - 助任橋・徳島大学前 - 広島ランプ - 松茂 - （道の駅くるくる なると - ）木津 - 鳴門駅前 - 高速鳴門バス停前 - ボートレース鳴門
上述の「広島経由ルート」とは異なり、県道39号線（旧国道11号線）に入ることなくそのまま吉野川大橋を渡り吉野川バイパスを進んでいく路線である。吉野川大橋を渡った後はしばらくバイパスを進むルートをとるが、「広島ランプ」バス停を境に、そのままバイパスを進んでいく路線と、「広島」バス停へ進み、そのまま上述の「広島経由ルート」と同じルートに入る路線の二手に分かれる。
前者は、バイパスが通る松茂町中喜来の地名をとって「中喜来バイパス経由」と称され、高速バスが発着する「松茂」停留所（徳島とくとくターミナル）やJR四国鳴門線金比羅前駅至近の「金刀比羅前」停留所を経由して、後述の鳴門・立道線と同じルートに入る。ただし、鳴門市街での経路は「広島経由ルート」のそれと異なり、「中喜来バイパス経由ルート」では「運動公園口」停留所に停車しない（「広島経由ルート」では2ルートとも下り便のみではあるが全車停車）という違いがある。その後は、鳴門駅前など鳴門市街を進み、最終的にボートレース鳴門に至る。
「バイパス・東発ルート」は、「広島・東発経由ルート」と基本的には同じルートを取る。鳴門公園に向かう便と、鳴門ウチノ海総合公園（一部公園手前の高島発着便があり）に向かう便に分かれる。
「バイパス・松茂・徳島空港経由ルート」は松茂まで中喜来バイパス経由と同じルートを取り、徳島阿波おどり空港を経由し以北は「広島経由ルート」と同様のルートをとる。
2016年4月の路線再編で、岡崎海岸系統・広島→木津経由が廃止された。
2019年10月の路線再編で鳴門線系統において、鳴門公園発着便が全て「バイパス・東発ルート」へ移行、鳴門ウチノ海総合公園発着便に「広島・東発経由ルート」を設定、フジグラン北島、徳島阿波おどり空港経由便がそれぞれ廃止された。
2020年4月1日のダイヤ改正で徳島阿波おどり空港経由便が復活している。
2022年4月29日のダイヤ改正より、中喜来ルートの一部便が「道の駅くるくる なると」への乗り入れを開始し、それに伴うルート変更により「備前島」・「備前島南」の2停留所が廃止。
2024年2月1日、小鳴門橋バスストップの廃止[注釈 2] にともない、小鳴門橋を発着する系統は起終点を新設された「ボートレース鳴門」へ変更。鳴門公園・鳴門ウチノ海総合公園・高島を発着する系統はボートレース鳴門を経由せず、新設された「高速鳴門バス停前」から直接小鳴門橋を渡るルートへ変更。また同日で廃止となった鳴門藍住線[注釈 3] の広島ランプ以北のルートを引き継ぎ、起点を徳島駅前へ変更する形で、鳴門公園発着系統に松茂・徳島阿波おどり空港経由を設定。
なお、松茂町内では松茂町により運賃無料の「松茂町地域コミュニティバス」が運行されており、徳島バス鳴門線と接続[19]、2022年10月1日に廃止された川内・松茂線の松茂町側沿線[注釈 4] の代替[注釈 5] となっている。

### 立道線
- 徳島駅前 - 元町 - 四国大学前 - フジグラン前 - 北村団地 - 立道 - （道の駅くるくる　なると - ）木津 - 鳴門駅前 -  高速鳴門バス停前 - ボートレース鳴門

鳴門線、特に広島経由ルートと同様に北島町を経由して鳴門市（小鳴門橋BS）へ向かう路線であるが、松茂町を通らないなど多くの違いがある。そのため、主要な経由地の1つである「立道」停留所（たつみち、JR四国鳴門線立道駅前）の名前をとり、「立道線」と案内される。江戸時代に整備された淡路街道に近いルートを通る。徳島駅前のバスのりばでは、鳴門線と同じ乗り場から出発する。
徳島駅前のターミナルを出発すると、鳴門線のバスはターミナルすぐの交差点を全て左折するのに対し、立道線はここを右へ出て元町を経由する。吉野本町交差点（吉野橋東詰）からは吉野川橋、さらに鯛浜橋までは鳴門線老門経由便と同ルートを通り、その後フジグラン北島を経由する。
江尻停留所付近から大幸停留所付近まではすれ違いの困難な淡路街道の狭隘路を通る。主要な経由地として案内されている北村団地などを経由しながら鳴門市大麻町へと入り、路線名にも採り入れられている立道停留所へと向かい、以後はJR鳴門線とほぼ並行するように進む。このため、立道駅以外にも教会前駅、金比羅前駅でも駅前あるいは近くに同名のバス停が置かれ、乗り換えが可能になっている。
鳴門線の「中喜来バイパス経由ルート」とは「教会前」停留所の次の「道の駅くるくる なると（経由便のみ）」または「木津元村南」停留所で合流する。
2022年4月29日のダイヤ改正より、一部の便で「道の駅くるくる　なると」への乗り入れを開始。乗り入れの際には、小鳴門橋行きは「教会前」停留所を過ぎると、吉野川バイパスに入り、「道の駅くるくる　なると」に停車する。停車後は、吉野川バイパスを引き返して通常の運行ルートに戻り、「木津元村南」停留所に停車する。徳島駅前行きは、これと逆で、「木津元村南」→「道の駅くるくる　なると」→「教会前」の順に停車する。
2024年2月1日、小鳴門橋バスストップ廃止にともない、発着点を新設された「ボートレース鳴門」へ変更。
なお、かつてはルート途中の牛屋島（鳴門市大麻町）行（徳島駅前行は北村団地始発）や岡崎海岸発着の系統や上りのみ元町を経由せず新町（東新町、西新町）を経由する便も存在した。かつては他の路線にも新町経由が存在したが、最後まで残っていたのが立道線だった。

### グリーンタウン線
- 徳島駅前 - 元町 - 四国大学前 - フジグラン前 - 北島役場前 - グリーンタウン - 吉野川病院前

徳島駅前から北島町の住宅団地の1つである「北島グリーンタウン」を経由して吉野川病院前へと向かう路線。
そのルートは北島町の「西鯛の浜」停留所までは、先述の立道線と全く同じルートをたどり、北島町役場最寄りの「北島役場前」停留所を経由する。
かつては大麻線として、大麻神社（大麻比古神社）まで運行されていた。2017年10月のダイヤ改正で吉野川病院前 - 大麻神社前間（鳴門市内全区間）が廃止され、「大麻線」から改称。なお、大麻線時代にはグリーンタウン止めの便も存在した。

### 鍛冶屋原線（かじや原線）
- 徳島駅前 - 助任橋・徳島大学前 - 四国大学前 - フジグラン前 - 住吉農協 - 道の駅いたの - 板野駅南 - 鍛冶屋原車庫
- 徳島駅前 - 不動支所 - ゆめタウン - 道の駅いたの - 板野駅南（ - あすたむらんど） - 鍛冶屋原車庫

途中の藍住町・直道バス停までは「不動経由」と「フジグラン・住吉経由（旧老門経由）」でルートが大きく異なる。
フジグラン経由は四国大学前までは鳴門線広島経由と同じルートを取り、その後は北島町役場付近から県道14号線を北島町・藍住町を通り直道交差点へ向かう。
不動経由は元町から国道192号を西進し徳島大学薬学部前から県道1号線・不動地区を通り、途中ゆめタウン徳島を経由して直道交差点へ向かう。
直道で2ルートは合流し、板野駅南から県道12号線を進む。ここからは旧国鉄鍛冶屋原線の実質的な代替路線となり鍛冶屋原へ向かう。なお不動経由便の一部はあすたむらんど徳島へ乗り入れる。あすたむらんどを経由する区間は旧鍛冶屋原線の沿線から外れたルートを取る。
なお、かつては旧老門経由便の一部に吉野川バイパスを経由するルートや直道止め便があったほか、板野駅南を通らず直道からさらに県道14号線を西進して板野町下庄地区を通り鍛冶屋原へ向かう下庄経由便（下庄など一部の停留所は2019年10月 - 2022年9月に二条鴨島線の停留所として再利用）も存在した。
土·日·祝日には、鍛冶屋原線の不動経由と同経路の区間でゆめタウン直行便を運行している。この場合は停車するバス停が、佐古1番町·蔵本中央病院大学病院前·中島田のみ停車する。それ以外はゆめタウンまで停車しない。このバスはクローズドドアシステムを採用しており、ゆめタウン行きは途中下車が出来ない。逆に、徳島駅前行きは途中乗車が出来ない。
2021年4月1日より不動・あすたむらんど経由便が「道の駅いたの」への乗り入れを開始。2022年4月29日のダイヤ改正より、不動経由・住吉経由ともすべての便が乗り入れる。

### 北島藍住線
- 徳島駅前 - 助任橋・徳島大学前 - 四国大学前 - フジグラン前 - 住吉農協 - 藍住役場前 - ゆめタウン前

2019年10月に新設された系統で、住吉農協前付近までは鍛冶屋原線のフジグラン前経由便と同じルートで、そこから藍住役場前を経由しゆめタウン徳島を発着する。

### 応神藍住線
- 徳島駅前 - 元町 - 四国大学前 - ゆめタウン - 藍住役場前 - 道の駅いたの

おもに徳島市応神町・藍住町を結ぶ路線。もともとはさらに上板町南部、阿波市吉野町を経由し阿波中央橋を通過して鴨島駅へ向かっていた「二条鴨島線」をルーツとする。
四国大学前までは元町経由で運行し、その後は生光学園前を通過（近隣の道路拡幅前は四国大学前を経由せず吉野川堤防沿いの道を経由していたが、拡幅後に朝の通勤通学時の徳島駅前行きのみに縮小され、のちに廃止された）、西吉成からゆめタウン徳島まで鳴門藍住線と同ルートをとる。さらに藍住町役場を通過して県道14号に入り鍛冶屋原線住吉経由ルートに合流し板野町内に入った直後、道の駅いたのが終点となる。
- 2019年10月の路線再編で、系統としては二条鴨島線が藍住線（生光学園前から東貞方・ゆめタウン・藍住役場前を通過、終点付近は鍛冶屋原線不動ルートに合流して直道が終点だった）を統合した上で、徳島市中心部を大学前経由から藍住線の元町経由ルートに変更し、またゆめタウン - 瀬部間のルートを大きく変更した。藍住役場前を通り、矢上から県道14号を進み旧鍛冶屋原線下庄経由ルートを七條南付近まで取るルートに変更、吉野川北岸堤防道路を経由するルートを廃止した。藍住線のみ通過していた停留所については一部が廃止、一部は新設された鳴門藍住線や北島藍住線、経由地変更となった二条鴨島線が通過する停留所に振り替えとなった。
二条鴨島線はかつては鴨島駅からさらに徳島バス鴨島営業所（西麻植）まで運行されていたほか、国道318号交差点までは同じルートを取りその後県道12号線に合流して市場町へ向かう「市場線」も運行されていた。
- 2022年10月1日の系統再編とともに路線名称を二条鴨島線から応神藍住線に変更。直道交差点以西を廃止し、替わりに道の駅いたのに新たに乗り入れ、発着点とする。また生光学園前 - ゆめタウン間の経路を変更。これにより、阿波市内から一般路線バスが全廃され、路線の性格としてはかつての藍住線に近いものとなった。

### 竜王団地線
- 徳島駅前 - 不動支所 - 北井上 - 竜王団地 - フジグラン石井
- 徳島駅前 - 日開西 - 柴原西 - 竜王団地 - フジグラン石井

鍛冶屋原線不動経由便と同じルートを不動地区まで取り、その後別れて徳島市北井上地区を通る「不動経由」と、同じく鍛冶屋原線不動経由便の南島田バス停から分岐して徳島市南井上地区を通る「日開（ひがい）経由」に分かれる。
途中徳島市・石井町との境に広がる竜王団地で両ルートは合流しフジグラン石井が終点となる。
- かつては不動経由便も竜王団地から日開経由とは異なるルートで覚円まで直通する便があったほか、日開まで日開経由ルートを取り、北井上方面へ別ルートを北上しその後は不動経由便と同じルートを通る特殊な系統（過去に存在した府中経由系統の名残）も存在した。
2016年4月 - 路線再編に伴い、高畑東 - 覚円間を廃止、代わりに平島東行き新設。長年、系統の終点、覚円（かくえん）から「覚円線」と呼ばれていたが、同時に「竜王団地線」に変更された。
2017年10月のダイヤ改正で、不動経由竜王団地便がフジグラン石井まで延長。
2019年10月の路線再編で、日開経由便のフジグラン石井 - 平島東間が廃止され、全便フジグラン石井発着となった。また石井循環線の廃止に伴い日開経由便を増便した。

### 鴨島線
- 徳島駅前 - 上鮎喰 - 府中 - 石井中 - （曽我団地） - 鴨島 - 西麻植

石井（経由名の「浦庄」は石井町内）・鴨島方面行きのメインルートである。途中鴨島駅を経由する以外は終始国道192号を西進し徳島バス鴨島営業所（西麻植）が終点となる。
- かつては鴨島駅までこのルートでそこから阿波中央橋を通過し市場町へ向かう便、鴨島町の南側にある呉郷団地へ向かう系統、西麻植・川島からさらに西進して穴吹町を通り貞光町まで向かう長距離運行のバスも存在した。貞光では貞光営業所担当（四国交通への移管を経て廃止）の阿波池田駅行きに乗り継ぐことも可能だった。
2016年4月の路線再編で、川島行きの減便と川島行きのみ曽我団地経由となる。これは2014年10月1日に廃止された曽我団地線[20] の事実上の復活となる。
2019年10月の路線再編で、西麻植 - 川島庁舎前（吉野川市）間を廃止、曽我団地へは引き続き西麻植発着便の一部が経由する。

### 石井・高原線
- 徳島駅前 - 上鮎喰 - 府中 - 石井中 - 天神南 - 高原校前 - 平島東
  - 2016年4月 - 路線再編に伴い、平島東 - 西麻植間を廃止。

石井駅付近までは鴨島線と同ルートを取る。その後別れてフジグラン石井を通過し、石井町高原地区を経由、平島東（へいしまひがし）バス停が終点となる。2016年4月の路線再編で、平島東 - 西麻植間が廃止され、浦庄経由便に合流して鴨島中心部に向かう便が全廃された。2017年4月、鴨島線（高原経由）から名称変更。

### 神山線
- 徳島駅前 - 上鮎喰 - 石井中 - 北広野 - 寄井中 - 神山高校前
- 徳島駅前 - 上鮎喰 - 延命 - 一の宮札所前 - 入田 - 広野 - 神山温泉前 - 寄井中 - 神山高校前

2022年時点で大別すると徳島駅前から見た場合、以下の2つの系統に分けられる。
石井経由 - 石井町まで国道192号を通り、徳島県道20号新童学寺トンネルを通り鮎喰川北岸を進む。
延命経由 - 国府地区中心部の府中（こう）まで国道192号を通り、そこから延命地区を通って鮎喰川をまたぎ名東経由ルートに合流。
2ルート合流後神山町中心部の寄井中（よりいなか）を経由し神山高校前（徳島県立城西高等学校神山分校）まで運行。
なお神山方面に向かう便には下記佐那河内経由の「佐那河内線」もある。
- 過去には府中から旧道、同じ国府町内の矢野を経由して、入田・北行者野・広野方面へと向かう系統も存在した。国府町内国道192号線上のバス停に「北」等の名称がついているのはその名残である。また、寄井中を経由して川又や勘場、焼山寺など神山町西部の各地区へ向かう系統、石井経由ルートの中途の阿川バス停から二ノ宮へと向かう系統も運行されていた。これらの系統は神山町営バスに引き継がれたが、神山町営バスも2023年3月末で廃止された。
2022年10月1日で鮎喰川東岸の上鮎喰バス停まで国道192号を通り、そこから鮎喰川東岸 ⇒ 南岸沿いに進んでいた名東経由便を廃止、残る2系統の運行本数を変更。また延命経由便の鬼籠野地区での経路を旧道経由から国道経由に変更。

### 佐那河内線
- 徳島駅前 - 両国本町 - 市原 - 西地 - 中辺 - 神山温泉前 - 寄井中 - 神山高校前

徳島駅前を出てすぐに両国橋へ向かう。（下り）両国橋→大道。（上り）紺屋町→両国橋→八百屋町。国道438号に合流し、眉山登山口、市原を通過して、園瀬橋を渡ると、協立病院と亀井病院のロータリーにそれぞれ入る（一部便のみ）。その後、徳島市委託路線(18号線)と分かれて、バスは一路佐那河内へ。佐那河内村役場のある中辺を過ぎ、その後新府能トンネルを通って、鬼籠野（オロノ）へ。オロノからは神山線の既存ルート（延命経由便）と同じで終点の神山高校前へと向かう。
- 2019年10月の路線再編で嵯峨経由便を廃止、朝宮 - 鬼籠野間を全て府能バイパス経由に変更、かつてはそれぞれ発着便のあった井開・仁井田西など旧道上のバス停を廃止した。
2022年10月1日から鬼籠野地区での経路を旧道経由から国道経由に変更。

### 橘線
- 徳島駅前 - 新浜 - 日赤病院前 - 赤石 - 羽ノ浦南 - 阿南医療センター前 - 富岡 - 橘営業所 - 橘西
- 日赤病院前 - 赤石 - 羽ノ浦南 - 阿南医療センター前 - 富岡 - 橘営業所 - 橘西
  - 以下の路線は阿南エリア区間便
  - （加茂谷 - ）橘営業所 - 橘西 - 椿泊

55号バイパス経由と分かれ県道120号に入りすぐに県庁前を通過して、昭和町→津田→新浜へと向かう。勝浦浜橋を渡り、論田を通り、大原を過ぎると小松島市に入る。中田郵便局前のバス停からは県道17号に入り、中田新開の交差点を右折し、県道33号に入る。日赤病院前を通過し、千歳橋を渡り、四国銀行小松島支店前の交差点を左折し、再び県道120号に入る。(小松島)市役所前を過ぎ、金磯、赤石を通り、大林北の交差点で国道55号を横切って県道130号に入る。大林南と宮倉の間で阿南市に入る。羽ノ浦新道を通過して古庄へと向かう。その後、那賀川橋(通称古庄の橋)を渡り、阿南光高校前、富岡西高校前を通過し、富岡へと向かう。中西のバス停を過ぎて、阿波橘駅前のバス停の間は、JR牟岐線と平行して走る。国道55号を再び横切り、舳崎を通過、徳島バス橘営業所に到着する。バスは一路橘西まで向かう。橘の港を横に見ながらバスは進むと終点の橘西に至る。2016年4月の路線再編で、55号バイパス経由は廃止。2020年10月のダイヤ改正で日赤病院前 - 橘の区間便の設定、および羽ノ浦南 - 橘の区間便を阿南医療センター発着へと短縮。
- 以前は橘線とほぼ同様のルートを取り、羽ノ浦町内の春日野団地へ向かう「春日野団地線」も運行されていたが、橘線の春日野団地経由便に統合された後、全廃された。現在春日野団地へは阿南市街地発着路線を運行してカバーしている。
2024年10月の路線再編・ダイヤ改正をもって橘営業所 - 月夜・喜来の路線を廃止。

### 小松島線
- イオンモール徳島経由あいさい広場行:徳島駅前 - 南末広町中・イオンモール前 - 日赤玄関前 - 赤石 - 高速大林 - あいさい広場
  - 2024年10月 - 運行開始。
- 津田経由南小松島駅前行:徳島駅前 - 津田一丁目 - 新浜 - 日赤玄関前 - 南小松島駅前
  - 2016年4月 - 運行開始。

2016年4月より新設された路線。橘線・勝浦線のバイパス経由便を統合する。橘線の旧バイパス経由便のルートを基本とし、新たに日赤病院玄関前から南小松島駅を経由（南小松島駅は下りのみ）、終点を小松島市立江町の「あいさい広場」に新設し運行される。旧小松島市営バスのバイパス経由便の事実上の復活となる。また委譲路線以外での日赤病院玄関前への乗り入れは当路線が初めてである。2018年4月のダイヤ改正で、県道120号に入り昭和町→津田→新浜を経由する南小松島駅前系統が新設され「R55バイパス線」から改称。2020年10月のダイヤ改正であいさい広場発着便のうちあいさい広場の営業時間帯にかからない便は高速大林発着となる。2023年10月のダイヤ改正で高速大林発着便は廃止され再度R55バイパス経由便全便があいさい広場発着に。
- 2024年10月の路線再編・ダイヤ改正でR55バイパス経由便をイオンモール徳島・新浜から県道120号を通過するルートに変更、国道55号バイパス上のバス停は廃止となる[18]。

### 勝浦線
- 徳島駅前 - 新浜 - 日赤玄関前 - 生名 - 横瀬西

徳島駅から勝浦町内を進み横瀬西に至る路線。生比奈 - 横瀬間は四国中央鉄道の計画線に沿う形となっている。2020年9月までは更に町道を通って黄檗上（きわだかみ）まで運行していた。かつては更に上勝町を進み田野々・八重地まで運行していたが、これらは上勝町営バスに移管され、横瀬西で乗り換えとなる。
- 2016年4月、路線再編に伴い、バイパス経由を廃止。
2018年4月より黄檗上系統は小松島市内の中田八幡社前発着となり、徳島駅前方面とは他路線の乗り継ぎでカバーすることになった。
2020年10月、黄檗上系統を廃止。

## 徳島空港リムジンバス（空港線）
徳島市内・松茂町内から徳島空港を結ぶ路線であり、航空機の発着に合わせて運行される、そのため月ごとにダイヤが変更される。
この路線は、全便クローズドドアシステムを採用している。そのため、徳島空港行きは徳島空港まで下車できず、徳島駅前行きでは途中の停留所では乗車できない。
徳島駅前から出発後、公園前から吉野川バイパスに入り徳大前を経て徳島空港に至る。標準の所要時間は28分である。
2022年10月1日で航空機連絡のない便は廃止となった。
2024年2月1日、公園前・徳大前以外の途中停留所への停車を廃止。

## 他社局路線の運行受託業務
2011年10月1日に、従来の徳島市バスの7系統・14系統を再編して新設された「川内循環線」の受託運行を開始したのを皮切りに、順次受託を受け運行している。

### 徳島市交通局からの受託路線

#### 川内循環線
- 徳島駅前 - 助任橋・徳島大学前 （- 市民病院玄関前） - 十郎兵衛屋敷 - 富吉団地 - 米津団地 （- 前野 - 加賀須野）- 川内支所前 - 四国大学前 - 元町 - 徳島駅前

2011年10月1日に実施された徳島市バスのダイヤ改正にあわせて運行開始。徳島市川内地区を結ぶ。徳島市交通局より委託された最初の路線である。川内循環線は、従来徳島市営が運行していた7系統（宮島線、吉野川大橋経由富吉団地線）と14系統（川内線、前川町経由川内支所線）を再編する形で新設された路線で、運行業務は全線・全便通じて徳バスに全面的に委託されている。
本路線の開設にあたっては、同一箇所に設置されていながら徳島市営と徳バスで名称が異なっていた停留所の名称統一が実施されたほか、10個の停留所が新設されるなどコミュニティバス路線としての性格・色彩も与えられている。また、車両については徳バス・徳島市営両者にとって初めてとなる小型ノンステップバス（日野・ポンチョ）が3台、従来の徳バス・徳島市営の車体塗装とは異なる特別塗装をまとった本路線専用・専属のバスとして導入されている。小型バスについては、徳島バスの地域子会社である徳島バス南部や徳島バス阿南などでは既に導入実績があったが、徳島バス本体では本路線で初めての導入となった。
2022年10月1日から経路変更を行い、廃止となる川内・松茂線の代替として加賀須野地区を新たに経由するようになった。川内エリアでは引き続き一部便のみ経由となる前野地区とともに、前野のみ経由（平日のみ）・前野、加賀須野ともに経由・どちらも経由せずの3タイプでの運行となる。
なお、徳島市営時代に7系統の夏季臨時系統として運行されていた小松海水浴場への小松海岸線については、徳島バスが運行主体 として引き続き運行が行われたが、2016年の運行を最後に現在は行われていない。

#### 17号線（地蔵院 - 徳島商業高校前線、徳島駅前 - 僧都線）
- 地蔵院 - 徳島商業高校前線：地蔵院前回転場 - 元町（徳島駅前・商業高校前行）/新町（地蔵院前行） - 徳島駅前 - 徳島大学南 - 商業高校前
- 徳島駅前 - 僧都線：徳島駅前 - 新町（僧都行）/元町（徳島駅前行） - 上鮎喰 - 名東三丁目 - 僧都

17号線は、従来徳島市交通局が運行していた路線のうち、2012年10月1日に徳島駅前を経由して名東町の地蔵院（「地蔵院前回転場」停留所）と城東町の徳島商業高校（正確には最寄りの「商業高校前」停留所）を結んでいた旧「5系統」と、同じく名東町の「僧都」停留所と徳島駅前を結んでいた旧「17系統」の一部 を統合して新設された路線である。
地蔵院線・僧都線ともに、下り（地蔵院行き・僧都行き）は元町交差点を南下、国道438号（新町橋通り）に入り「新町」停留所を経由して佐古方面に向かうのに対し、上り（商業高校前行き・徳島駅前行き）は同一のルートをとらず、佐古大橋を渡り、南出来島町から徳島そごう南側の「元町」停留所を経由して徳島駅前へと至る。
地蔵院線は地蔵院-徳島駅前-商業高校前というのが正式な路線形態であるが、地蔵院から商業高校前まで、あるいは商業高校前から地蔵院までを走り通す便は少なく、半数近くが徳島駅前止めとなっている。

#### 天の原西線
- 徳島駅前 - 新町（天の原西行）/元町（徳島駅前行） - 上鮎喰  - 延命 - 一の宮札所前 - 入田 - 天の原西 - 刑務所前

天の原西線は、従来の徳島市交通局の路線のうち、2012年10月1日に徳島駅前-僧都線とともに旧「17系統」を構成していた徳島駅前-徳島刑務所前線を分割・再編したもので、徳島市国府地区南部、上八万地区、入田地区を主に結ぶ。
本路線も、17号線に振り分けられた徳島駅前-僧都線と同様に、下り（天の原西・刑務所前行き）は新町停留所を経由して佐古方面へと向かうのに対し、上り（徳島駅前行き）は元町停留所を経由する。徳バスが2012年に受託した他の路線と重複する区間が多く、徳島駅前から「鮎喰町1丁目」停留所までは17号線の地蔵院線と、「上鮎喰」停留所までは17号線の僧都線と並走するほか、末端の「一の宮」停留所から終点の「刑務所前」停留所までは一宮線（後述）と並走する。

#### 一宮線
- 徳島駅前 - 両国本町 - 市原 - しらさぎ台回転場  - 一の宮札所前 - 入田 - 天の原西 - 刑務所前
- 西地発系統：西地 → しらさぎ台回転場 → 市原 → 幸町 → 徳島駅前

2012年10月1日に徳島市交通局より受託。主に徳島市八万地区、上八万地区、入田地区を結ぶ。両国橋から国道438号、徳島県道208号一宮下中筋線などを通過する。約半数がしらさぎ台発着、残りのうち半数が一の宮札所前発着、さらに残りが刑務所前まで向かう。また平日朝の上り1便のみ、しらさぎ台回転場の先にある、西地から出発する。この便は両国本町を通らずに、富田橋通、幸町経由で運行される。

#### 不動線
- 徳島駅前 → 新町/田宮四丁目 → 不動支所前 → 不動回転場 → 不動支所前 → 不動東町四丁目 → 元町/田宮四丁目 → 徳島駅前

2013年10月1日に徳島市交通局より受託。同時に系統の再編がなされ、現在の路線となった。主に徳島市不動地区を結ぶ。新町または元町・佐古を通過する「蔵本経由」と三ツ合橋から田宮街道を通過する「田宮経由」がある。また不動地区内で不動回転場と不動東町四丁目の2方向に路線が分かれるが、不動回転場（数分停車）→不動東町四丁目 の順でそれぞれ往復運行を行う。
2024年2月1日、「不動南団地」を廃止し、代替として「不動東町四丁目」を新設。

#### 大神子線
- 徳島駅前 - 新浜 - 第二団地 - 大神子テニスセンター前

2013年10月1日に徳島市交通局より受託。主に徳島市勝占地区の論田町・大原町を結ぶ。第二団地は経由運行で、受託開始時に経由運行が増やされた。朝の大神子発1便のみ第二団地を経由しない。

#### 渋野線
- 徳島駅前 - 両国本町 - 二軒屋駅前 - 法花  （-とくしま動物園） - 渋野 - 丈六寺南

2014年10月1日に徳島市交通局より受託。主に徳島市八万地区・多家良地区の渋野町、丈六町を結ぶ。受託開始時、渋野から丈六寺南に運転区間が延長した。徳島市総合動植物公園（開園時間帯に経由）や丈六寺へのアクセス路線ともなっている。

#### 五滝線
- 徳島駅前 - 両国本町 - 二軒屋駅前 - 法花 - 勝占支所・ガラススタジオ前 - 八多 - 五滝
- 徳島駅前 - 両国本町 - 二軒屋駅前 - 法花 - 勝占支所・ガラススタジオ前 - 八多 - 虹の橋葵ホスピタル前 - 大久保
- 徳島駅前 - 文理大西口 - ふれあい健康館 - 法花 - 勝占支所・ガラススタジオ前 - 八多 - 五滝
- 徳島駅前 - 文理大西口 - ふれあい健康館 - 法花 - 勝占支所・ガラススタジオ前 - 八多 - 虹の橋葵ホスピタル前

2014年10月1日に徳島市交通局より受託。主に徳島市八万地区・勝占地区の勝占町周辺・多家良地区の多家良町、八多町を結ぶ。受託開始時に富田小学校・国道55号・ふれあい健康館経由（大久保行は設定なし）が追加された。全体として約半数が途中の虹の橋葵ホスピタル発着で、残りはそこから大久保へ、または八多五滝の入口にあたる五滝を発着する。
2024年2月1日、八多発着便は発着点を新設された「虹の橋葵ホスピタル前」へ変更、大久保発着便も同バス停を経由する。

#### 中央循環線
- 徳島駅前 - 助任橋・徳島大学前 - 田宮四丁目 - 島田石橋 （- 総合メディカルゾーン） - 新町 - 徳島駅前

2015年4月1日に徳島市交通局より受託。右回り・左回りとも6時台後半から18時台まで約30分ヘッドで運行する。田宮街道・国道192号をそれぞれ経由する。17号線・不動線・天の原西線とは異なり、どちらの方向とも新町を経由する。2019年のダイヤ改正より、徳島県立中央病院構内バス停(総合メディカルゾーン)を平日の一部便が経由するようになった。

#### 南部循環線
- 徳島駅前 - 両国本町 - 津田1丁目 - 西新浜町 - 希望の郷前 - ふれあい健康館 - 文理大学前 - 新町 - 徳島駅前

2015年4月1日に徳島市交通局より受託。右回り・左回りとも9時台から18時台前半まで約35分ヘッドで運行する。主に津田地区や八万地区を結ぶ。マルナカ徳島店や沖浜エリアの商業地区へアクセスする。

#### 山城線
- 徳島駅前 - 両国本町（ふれあい健康館行）/新町（徳島駅前行） - 文理大学前 - ふれあい健康館
- バイパス経由：徳島駅前 - 両国本町 - かちどき橋一丁目 - 文理大学前 - ふれあい健康館
- バイパス経由アスティとくしま行：徳島駅前 → 新蔵町 → かちどき橋一丁目 → アスティとくしま

2015年4月1日に徳島市交通局より受託。南部循環線のうち西半分を運行する系統で、南部循環線が運行されない朝と夕・夜の運行が中心。2021年4月1日からは、土日祝日の昼間に、ふれあい健康館発徳島駅前行きが新設された。平日1往復は国道55号を通過するバイパス経由便、また平日1本のみアスティとくしま行がある。

#### 島田石橋線・市原線
- 島田石橋 - 田宮四丁目 - 助任橋・徳島大学前 - 徳島駅前 - 新町 - 市原
- 文化の森発着：徳島駅前 - 新町 - 市原 - 文化の森
- バイパス経由：徳島駅前 - 両国本町（市原行）/幸町（徳島駅前行） - 文理大西口 - ふれあい健康館 - 文化の森 - 市原

2016年4月1日に徳島市交通局より受託。新たに市原発着便に国道55号バイパス経由便が新設され、初めて文化の森駅から徳島県立文化の森総合公園へ接続するバス路線が設定された。徳島駅前を境に島田石橋線と市原線に分かれる。島田石橋線は中央循環線のうち北半分を運行する系統で朝、夕・夜の運行が中心で、運行時間帯は多くが市原線と直通運行を行う。昼間は市原線のみが運行され、一部が文化の森まで運行される。

#### 法花線
- 徳島駅前 - 新町 - 二軒屋駅前 （- 文化の森） - 法花

2018年4月1日より徳島市交通局より受託開始。渋野線・五滝線とは新町を経由する以外は同じ経路を取る。受託開始と同時に徳島南環状道路を通過する文化の森経由便を新設した。

#### 中央市場線
- 徳島駅前 - 徳島市民病院前 - 市立高校前 - 中央市場口（ - サテライト前） - 沖洲マリンターミナル（ - オーシャン東九フェリー前）

2021年4月1日に徳島市交通局より受託開始。主に沖洲地区へ運行する。サテライト徳島は早朝夜間の営業時間外の便は経由しない。またオーシャン東九フェリー発着便にはフェリー寄港日の徳島駅前行きのみ無停車の直行便を運行している。

#### 新浜線
- （上鮎喰 - 新町 - ）徳島駅前 - 中洲町 - 新浜町1丁目 - 西新浜町 - 希望の郷前

2021年4月1日に徳島市交通局より受託開始。主に南部循環線の東半分を運行するが、中心部や津田地区で一部経路が異なることから西半分の山城線と異なり昼間も運行されている。平日の朝・夕および土休日の朝は上鮎喰まで直通する便もある。発着点の希望の郷前はマルナカ徳島店最寄りのバス停となる。なお、受託開始時点では平日のみ一部徳島市交通局運行の便が残される共同運行の形をとる。2023年4月1日のダイヤ改正からは、全便徳島バスによる運行となる。

#### 万代車庫線
- 徳島駅前 - 中洲町 - 万代町 - 万代車庫前

2021年4月1日に徳島市交通局より受託開始。万代営業所への回送を営業運行している短距離路線。受託開始時点では徳島市交通局運行の便が残される共同運行の形をとり、運行回数は徳島市交通局担当分の方が多くなっている。

#### 津田線
- 昭和町（万代町）経由：（上鮎喰 - 新町 - ）徳島駅前 - 中洲町 - （万代町 - ）津田1丁目 - 津田海岸町
- イオンモール徳島・末広大橋経由：徳島駅前 - イオンモール徳島 - 津田1丁目 - 津田海岸町

2023年4月1日に徳島市交通局より委託開始。委託開始時点では徳島市交通局運行の便が残される共同運行の形をとり、同日から、徳島市交通局運行便で万代町経由便とイオンモール徳島経由便が追加された。

### 旧鳴門市営バス運行協定路線
かつては下記4路線のほか、高島線として、上りは鳴門局前を出発し、小鳴門橋、鳴門教育大学前を経由して「高島」まで至る便（高島停留所止まり、下りも同じルートを逆に走行する）を運行していたが、2019年10月に高島線を鳴門線へ吸収する形で廃止した。

#### 鳴門公園線
- 鳴門郵便局前 - 鳴門駅前 - 高速鳴門バス停前 - 大塚国際美術館前 - 鳴門公園

鳴門郵便局前（鳴門局前）停留所と鳴門公園を結ぶ。鳴門線（徳島駅前発着便）と基本的に同ルートだが、鳴門線・鳴門藍住線が全便経由する鳴門観光港は昼間の一部便のみが経由する。
2024年2月1日、小鳴門橋バスストップ廃止に伴い、付近の経路を変更。

#### 北泊線
- ボートレース鳴門 - 岡崎 - 鳴門駅前（← 鳴門市役所前） - 鳴門高校前 （- 鳴門病院） - 明神/下本城 - 堂浦 - 北泊
- 小鳴門橋経由：鳴門郵便局前 - 鳴門駅前 - 高速鳴門バス停前 - 小鳴門橋 - 明神 - 堂浦 - 北泊

鳴門駅前と岡崎・瀬戸町エリアをそれぞれ結ぶ路線を1本にまとめた系統。一部は鳴門駅前発着で北泊方面へ運行。平日の一部便が鳴門病院を経由、下本城経由・小鳴門橋経由がそれぞれ1往復ずつ、鳴門市役所を経由する便が鳴門駅前方面行のみ2本設定されている。
2024年2月1日、「鳴門競艇場前」バス停を「小鳴門橋」へ改称したことに伴い、経由名称も変更。2024年10月の路線再編・ダイヤ改正で岡崎発着便全便を撫養川大橋経由でボートレース鳴門まで路線延長。

#### 鳴門大麻線
- ボートレース鳴門 - 鳴門駅前 - 木津 - （道の駅くるくる　なると - ）立道 - 板東駅東（- ドイツ館） - 道の駅いたの
- 道の駅いたの→板東駅東→立道→木津→鳴門駅前→鳴門病院（平日の朝の1便のみ）

鳴門市営バスでの運行時代は「大麻線」だったが受託開始時に徳島バス直営の大麻線（現：グリーンタウン線）との重複を避けるため改称した。大麻町を東西に走り鍛冶屋原線と接続する板野駅南まで運行する。ドイツ館は一部のみ経由する。2018年4月より朝夕の便を除き小鳴門橋発着になり、2022年4月より日中の2往復が鳴門公園に直通運転を開始。これにより、霊山寺や大麻比古神社、二番札所前（極楽寺）、ドイツ村公園などと渦の道や大塚国際美術館などの鳴門公園エリアが行き来できる観光路線となっている。
なお、立道以東で運行ルートが重複する立道線との乗り換えは配慮されていない。
2022年4月29日のダイヤ改正より一部の便で「道の駅くるくる　なると」への乗り入れを開始。乗り入れの際には先述の「立道線」と同様に、小鳴門橋行きは「教会前」停留所を過ぎると、吉野川バイパスに入り、「道の駅くるくる　なると」に停車する。停車後は、吉野川バイパスを引き返して通常の運行ルートに戻り、「木津元村南」停留所に停車する。板野駅南行きは、これと逆で、「木津元村南」→「道の駅くるくる　なると」→「教会前」の順に停車する。
2024年2月1日、小鳴門橋バスストップ廃止に伴い、小鳴門橋発着便は発着点を新設された「ボートレース鳴門」へ変更。鳴門公園発着便は「ボートレース鳴門」を経由せず、新設された「高速鳴門バス停前」から小鳴門橋を渡るルートに変更。
2024年10月の路線再編・ダイヤ改正で板野駅南乗り入れを取りやめ、道の駅いたの発着へ変更、また鳴門公園発着便を全便ボートレース鳴門発着とした。

#### 引田線
- 鳴門駅前 - 鳴門高校前 （- 鳴門病院） - 明神 - 折野 - 相生 - 引田駅前 - 翼山温泉

2020年現在、徳島バス本体で運行されている路線で唯一、徳島県をまたぎ香川県東かがわ市引田駅および翼山温泉まで運行する路線。平日の一部便が鳴門病院を経由、1往復のみ引田駅前発着。鳴門市営バスから移譲される前にも徳島バスがかつて引田線を運行していたが、廃止されていた。

### 旧小松島市営バス運行路線
小松島市では、2015年（平成27年）4月に旧小松島市営バスの全路線を徳島バスへ移譲して運行しており、小松島市ではこれらの移譲路線を「小松島市協定路線」と呼称している。なお、徳島バスへの路線移譲時に一部系統を再編している。
2020年（令和2年）10月1日より「小松島市協定路線」のダイヤ改正、ルート一部変更を行った。

#### 立江線・小松島立江線
- 立江線：徳島駅前 - 新浜 - 日赤玄関前 - 南小松島駅前 - 恩山寺前 - 立江小学校前 - 萱原
- 小松島立江線：小松島市役所前 - ミリカホール - 日赤玄関前 - 南小松島駅前 - 恩山寺前（ - あいさい広場前） - 立江小学校前 - 萱原

主に田野町、立江町、櫛渕町などを結ぶ路線。阿南市・勝浦町と接する萱原地区が終点となる。2020年10月のダイヤ改正で小松島立江線の一部の便があいさい広場前への乗り入れを開始した。

#### 田浦線
- 小松島市役所前 - ミリカホール - 日赤玄関前 - 南小松島駅前 - 田浦 - 井口

主に日開野町、田浦町などを結ぶ路線。主なルートは勝浦線のルートと重複し、徳島市との市境付近の井口が終点となる。

#### 和田島線・目佐和田島線
- 和田島線：徳島駅前 - 県庁前/南末広町中・イオンモール前 - 新浜 - 日赤玄関前 - 南小松島駅前  - 小松島市役所前 - 和田津 - 坂野 - 和田島
- 目佐和田島線：ミリカホール - 日赤玄関前 - 南小松島駅前  - 小松島市役所前（ - あいさい広場前） - 大林 - 羽ノ浦 - 目佐 - 坂野 - 和田島

主に坂野町、和田島町などを結ぶ路線。小松島市営バスから移譲される前にも徳島バスがかつて和田島線を運行していたが、廃止されていた。
和田島線は徳島駅前発着で、2018年4月よりイオンモール徳島・末広大橋経由便を新設した。
目佐和田島線は小松島市内のミリカホール発着で、移譲前の赤石・大林線を受け継ぐ関係で大林・小松島市外の阿南市羽ノ浦を経由する。2020年10月のダイヤ改正で目佐和田島線の一部便があいさい広場前への乗り入れを開始した。

### ジェイアールバス関東運行路線（高速バス）

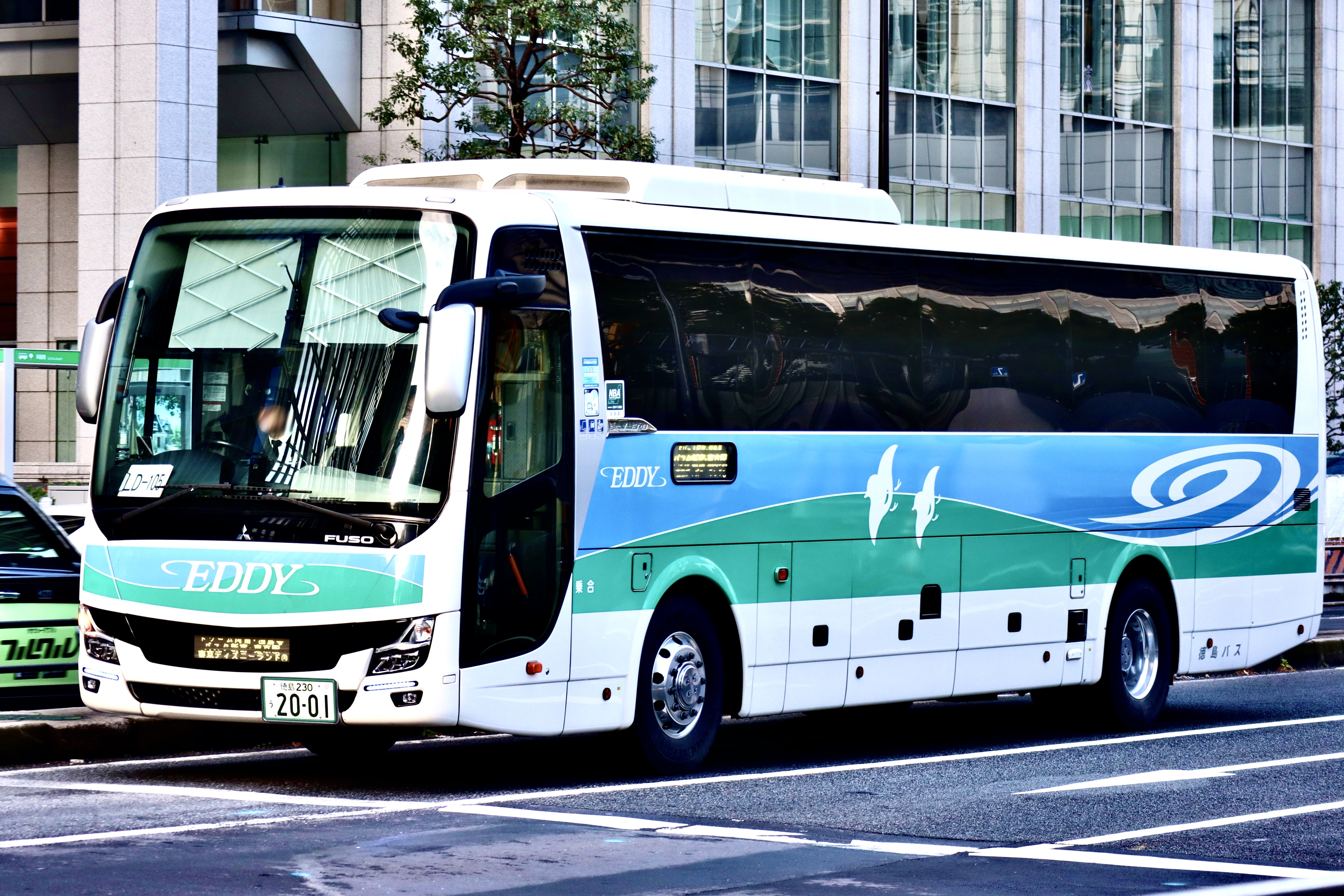
ドリーム阿南・徳島号

#### ドリーム阿南・徳島号
- TDR・東京駅（乗車：八重洲南口、降車：日本橋口）・バスタ新宿・池尻大橋 - 志知・高速鳴門・松茂・徳島駅・小松島・那賀川・阿南駅《ジェイアール四国バスと共同運行》
  - 2019年12月5日 - 受託運行開始。

## 高速バス路線
上述のとおり、徳島バスと各社が共同運行する徳島発着の高速バスは「エディ号」の総称で呼ばれる。「エディ (Eddy) 」とは英語で「渦」の意味であり、鳴門の渦潮にちなむ。

### 四国地方発着
- 高知徳島エクスプレス 〈JR四国バス、とさでん交通〉
  - 徳島・鈴江（徳島市川内町）・上板・土成・阿波・脇町・三好 - 一宮バスターミナル・高知駅・はりまや橋

運行回数
  - 昼行便1日4往復。

歴史
  - 2002年3月30日 - 運行開始。
- 吉野川エクスプレス 徳島 - 松山 〈JR四国バス、伊予鉄バス〉
- 高徳エクスプレス 徳島 - 高松 〈大川自動車・四国高速バス〉2017年8月1日から2023年3月31日まで共同運行から撤退していたが、2023年4月1日より共同運行を再開[28]。

### 中国地方発着
- あわひろしま号 徳島 - 広島 〈広交観光〉
運行回数は昼行2往復で広交観光（落合営業所）1往復、徳島バス（徳島営業所）1往復。
  - 停車停留所
    - 広島バスセンター - 広島駅新幹線口 - 鳴門西 - 鳴門インター北口 - 松茂（徳島とくとくターミナル） - 徳島駅前

  - 歴史
    - 2002年12月21日 運行開始。
    - 2017年7月19日 運行経路の変更により新白島駅、中筋駅を廃止。
- リョービエクスプレス徳島・エディ号徳島 - 岡山 〈両備バス〉
かつては、中国JRバス・JR四国 → JR四国バスが共同運行事業者だった。
  - 停車停留所
    - 杜の街 - 岡山駅西口 -岡山大学筋 - 岡山インター - 高速三木 - 高速志度 - 高速津田 - 高速大内 - 高速引田 - 鳴門西 - アオアヲナルトリゾート前 - 大塚国際美術館前 -　鳴門インター北口　- 徳島とくとくターミナル - 徳島大学前 - 徳島駅前

  - 歴史
    - 2003年4月25日 中国JRバス・四国旅客鉄道（当時）・徳島バスの3社により「徳島岡山エクスプレス」の愛称で徳島 - 岡山・倉敷間の運行開始[29]、各社が1往復ずつ担当の3往復で運行。
    - 2011年11月25日 倉敷駅北口 - 岡山駅西口間の運転が廃止され、瀬戸大橋温泉・川崎医大前・倉敷駅北口の各バス停が廃止に。また、この日から岡山側運行支援を両備ホールディングス（両備バス）に変更。

### 関西地方発着
- 徳島 - 三宮線 〈阪神バス、神姫バス〉
  - 徳島駅前・松茂・鳴門 - 高速舞子・三宮・新神戸
- 徳島 - 関西空港線 〈南海バス、関西空港交通、本四海峡バス〉
  - 徳島・松茂・鳴門・志知・洲本IC・津名一宮・東浦・淡路 - 関西空港
- 徳島 - 大阪線 〈南海バス、阪神バス、阪急バス〉
- 阿波エクスプレス京都号 徳島 - 鳴門 - 京都 〈西日本JRバス、JR四国バス、本四海峡バス、京阪バス〉
- 室戸・生見・阿南 - 大阪線
  - 室戸・生見・甲浦・海部・海部高校前・浅川・牟岐・日和佐・由岐・橘営業所・阿南駅・小松島・徳島大学・松茂 - 高速舞子・ハービス大阪・なんば（※阿南駅 - 甲浦間に限り、予約無しで相互乗降可能）、上り便は阿南駅と神戸淡路鳴門自動車道室津PA、下り便は室津PAで開放休憩を行う[30]。クローズドドアシステムを採用しており路線バスとして利用可能な甲浦〜阿南駅間を除き徳島県内のみおよび兵庫県〜大阪府内のみといった近距離利用はできない。

### 廃止・休止・共同運行から撤退した路線

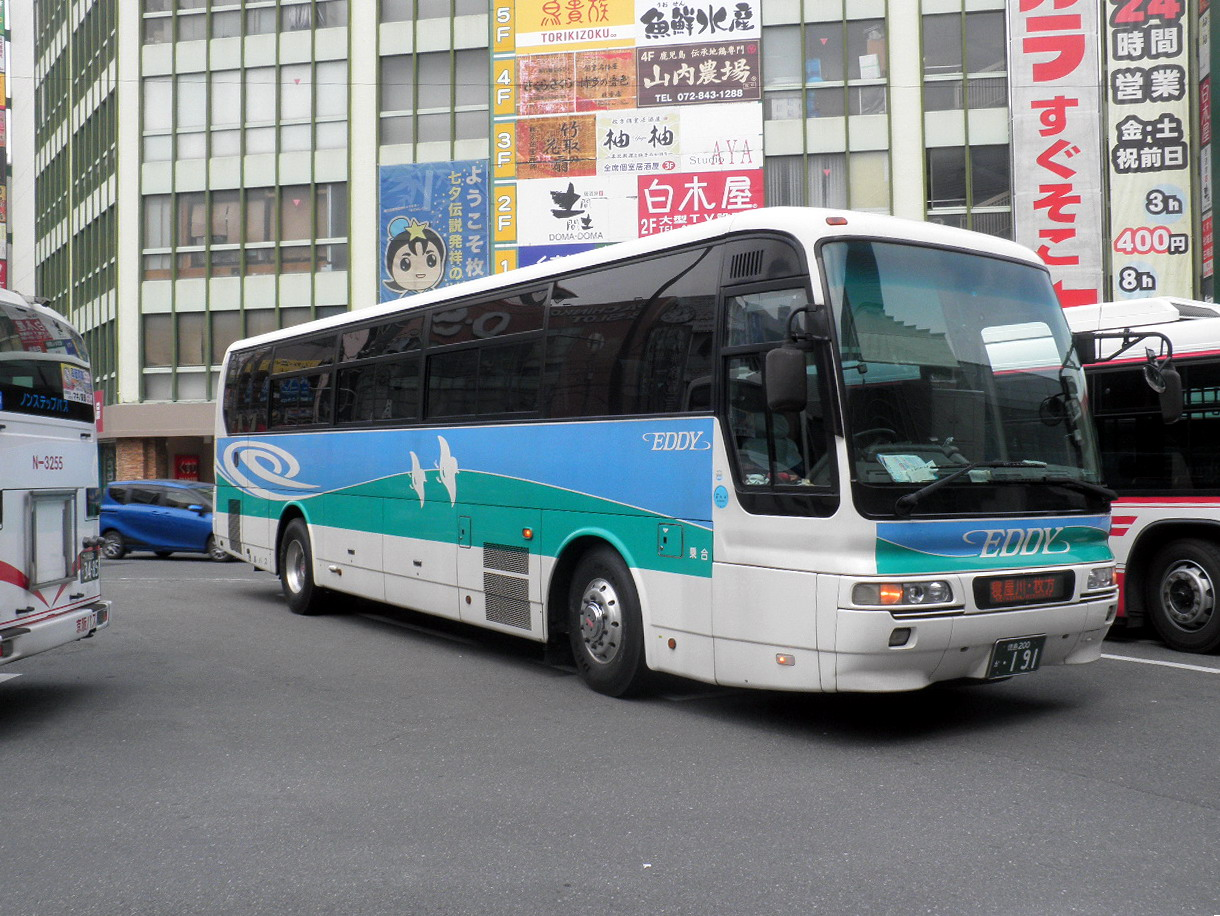
あわひらかた号（京阪枚方市駅北口にて）

- 徳島 - 洲本バスセンター・津名港（現在は、淡路交通で単独運行）
- 徳島 - 福良（淡路交通と共同運行）
- 徳島・鳴門 - 学園都市（神戸山陽バスと共同運行）
- 徳島 - 大阪（天王寺）・奈良・天理（当初は奈良交通と共同運行、のち徳島バス単独）
- （臨時帰省バス）徳島 - 小倉駅前・砂津・黒崎IC・博多駅（西日本鉄道と共同運行） - 1998年休止（2016年現在では福岡博多行きは琴平バスが運行、高徳エクスプレス号とさぬきエクスプレス福岡号との乗り継ぎ割引あり[31]。）
- あわひらかた号 (京阪バスと共同運行) - 2016年4月1日廃止
- 徳島 - 名古屋線（毎週金曜日、土曜日、日曜日、祝祭日のみ運行）（名鉄バスと共同運行）
  - 徳島駅前・松茂・鳴門・志知・洲本IC・東浦 - 栄バスターミナル・名鉄BC

  - 2017年10月1日の運行をもって休止。伊予鉄バスと名鉄バスの共同運行のオレンジライナーえひめを利用することができる 。
- エディ号： 吉野川市川島/阿南・徳島 - 東京（品川） （京浜急行バスと共同運行）- 2021年3月16日より運行休止[32][32]。

## 車両

### 総説
車両については、かつてはいすゞ自動車製車両を導入していた時期もあったが、一般路線車・貸切車・高速路線車とも、長年にわたり日野自動車・三菱ふそうトラック・バスの2社から導入し続けていた。
近年一般路線車については、三菱ふそうが中型路線バスの生産を終了した為、日野自動車･いすゞ自動車の中型車両を主に導入している。
車両更新については、かつては他社局でしばしば見られるような中古車の導入による置き換えは行っておらず、全て新製での導入を続けていたが、2010年代半ばには他社からの移籍車も導入するようになった。そのため、三菱製中型車の中古車両の導入などが発生している。
また、鳴門市・徳島市・小松島市からの路線移譲に伴い、徳島バスでは近年導入がなかったいすゞ製車両、日産ディーゼル製車両の転入が発生している。
四国交通をはじめとするグループ子会社各社へは、徳島バス本社から在籍車両を移籍させている。

#### 社号
| H        | - | 154      |
| -------- | - | -------- |
| メーカー |   | 登録番号 |

- メーカー
F…三菱ふそう
H…日野
I…いすゞ
N…旧日産ディーゼル
T…トヨタ
- 登録番号
  - 最大で4桁

上記の法則により、「H-154」は「日野製の（徳島ナンバーの）154号車」ということになる。
かつては払い出しナンバーをそのまま使用していたが、2010年代半ば以降は「導入年西暦下2桁+登録順」の4桁の希望ナンバーを導入している。また、2010年代前半に導入された車で、主に「徳島200 400番台｣の車の一部で、当時在籍していた「徳島22 400番台」と番号の重複が発生する車は導入後に上記の法則に則った希望ナンバーに変更されている車両も存在する。

### 一般路線車
一般路線車については、かつては大型車両（日野・ブルーリボンおよび三菱ふそう・エアロスター）も少数を保有・運用していたものの、現在では路線の需要・規模等の関係から中型車が多数を占める。総説の項で前述したように、近年は日野・いすゞの2社から新車を購入している関係で、中型車も日野（レインボー・レインボーII）といすゞ（エルガミオ）の車両で占められている。三菱ふそうは2015年を最後に新製導入されていなかったが、2024年に三菱ふそう・エアロスターが新製導入された。元々中型車が多いこともあるが、近年はもっぱら中型車の導入が続いている。
小型車については、グループ子会社の徳島バス南部や徳島バス阿南などでは導入実績があるものの、徳バス本社では徳島市バスより運行を受託している川内循環線専用の日野・ポンチョ、大神子線の一部で使用されている日野・リエッセを除き、導入・運用実績がない。
乗降方式は当初、中乗り前降り方式だった。途中、後乗り前降り方式を経て、1989年から、高齢者の車内移動負担を軽減させる目的で中乗り前降り方式を復活させている。
バリアフリー対策にも取り組んでおり、ワンステップバスを導入し始めたのを皮切りに、2001年からはノンステップバス（当初は日野・レインボーHRおよび三菱ふそう・エアロノーステップミディ）を継続的に導入しており、ノンステップ車の導入開始後は、一般路線車の新車は基本的に全てノンステップ車となっている。ここ数年は、三菱ふそうからの新車導入が同社での中型モデル生産中止（現在は再開）などによって途絶えており、2灯ライトの日野レインボーIIが連続して導入されている。

#### 塗装・カラーリング
塗装・カラーリングについては、かつては黄色（どちらかというと黄土色に近い）をベースに、車体上部（主に前部行先表示器の付近など）に緑色（鮮やかな緑ではなく灰緑に近い）を配し、さらに青色のラインを入れた塗装が採用されていた（下掲「ギャラリー」写真のうち左端参照）。また車体左側面には、ハンドルを型どり、その中に英語社名“Tokushima Bus Co., Ltd. ”の頭文字である「TBC」の3文字を配した社章が付けられていた。
その後、塗装が変更され、現在では白色をベースに、青と赤のラインを入れた塗装が採用されている（下掲「ギャラリー」写真左より2枚目）。また、旧塗装時代には付けられていた社章も見られなくなり、現在では車体前面や側面などに斜体で"TOKUSHIMA BUS"という英語社名表記がなされている。
また、徳島市交通局から運行を受託している路線の運用に入る車両については、従来の徳島バスの車両との区別を容易にするため、徳島バスの現行塗装と同様に白色をベースにしつつも、現行塗装では青と赤のラインが入っていた箇所に代わりに黄緑色のカラーを配した塗装が施されている。また、徳島市交通局の車両とも塗装が異なることから、バスの前面などに、従来より徳島市営バスで利用できていた乗車証（高齢者や障害者向けの無料乗車証、定期券など）が利用できる旨が掲示されており、利用者への周知が図られている。
2025年7月現在、一般路線でのカラーリングは以下の通り。
- オリジナル仕様
- 徳島市委託路線仕様（委託在来線）
- 徳島市委託路線仕様（循環線）
- 旧・小松島市営仕様（小松島市移譲路線）

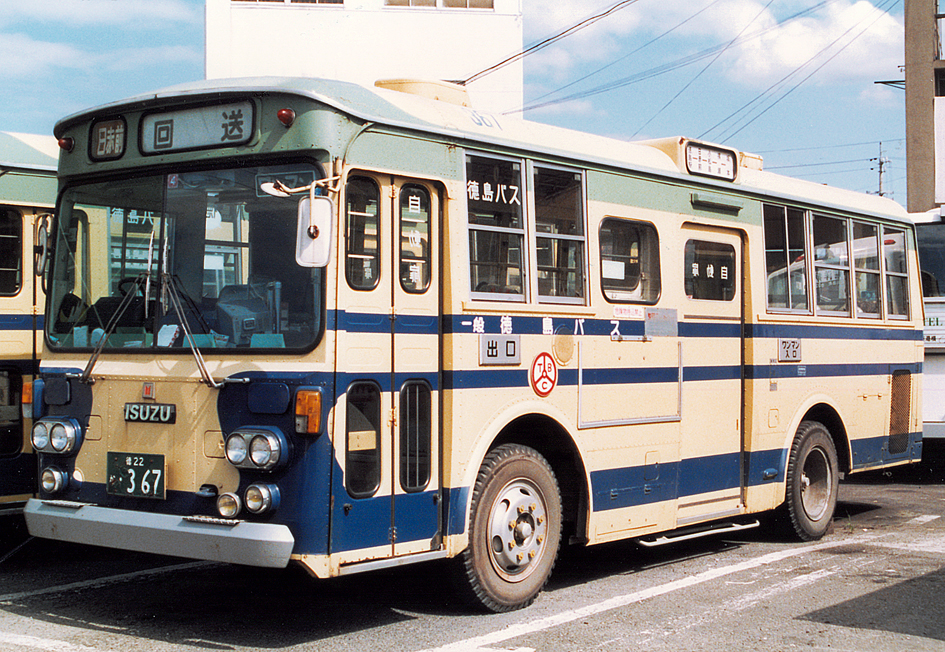
かつて存在した路線バス旧塗装（1991年）
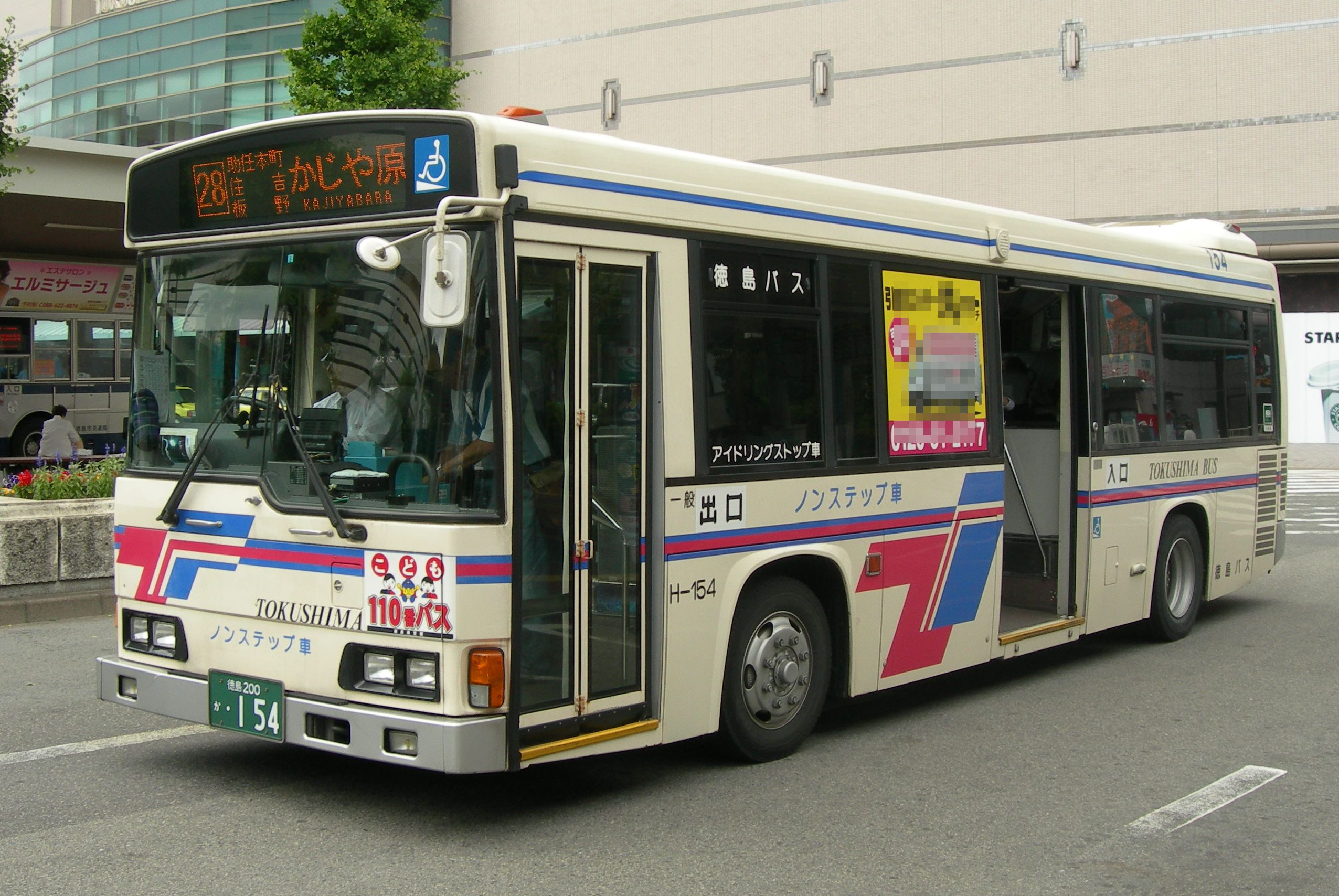
路線バス（徳島駅前にて）
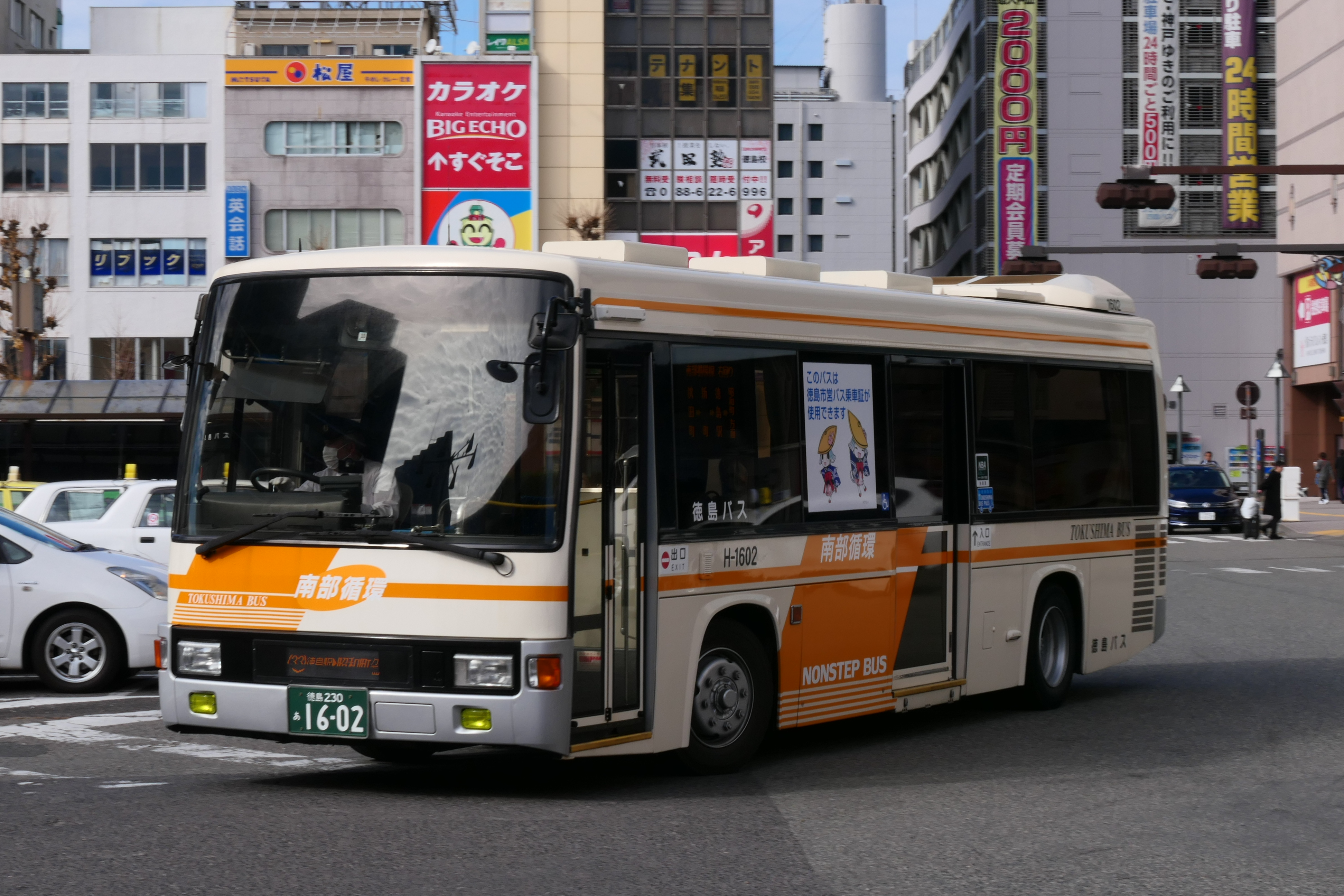
循環線バス（徳島駅前にて）

#### 空港バス
空港バスの車両は、乗降口横に行先表示幕を当初から装備するなど、路線車としての装備を備えた日野・セレガ（下「ギャラリー」掲載写真左より3枚目）のほかに、元々は高速バス（関西空港行きリムジンバス）として使用していた三菱ふそう・エアロバス（高速車であったためトイレ付）や、貸切車だったセレガを転用したものを充てている。一部の車両には、徳島空港に乗り入れている航空会社2社（JAL・ANA）のラッピングが施されている。

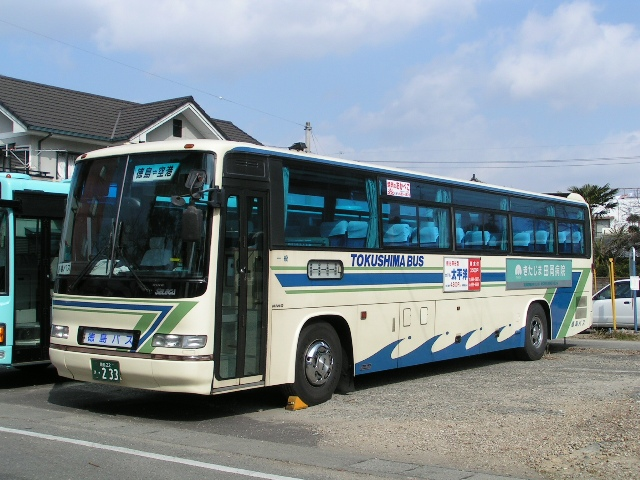
徳島空港連絡バス日野セレガ（徳島バス本社にて）
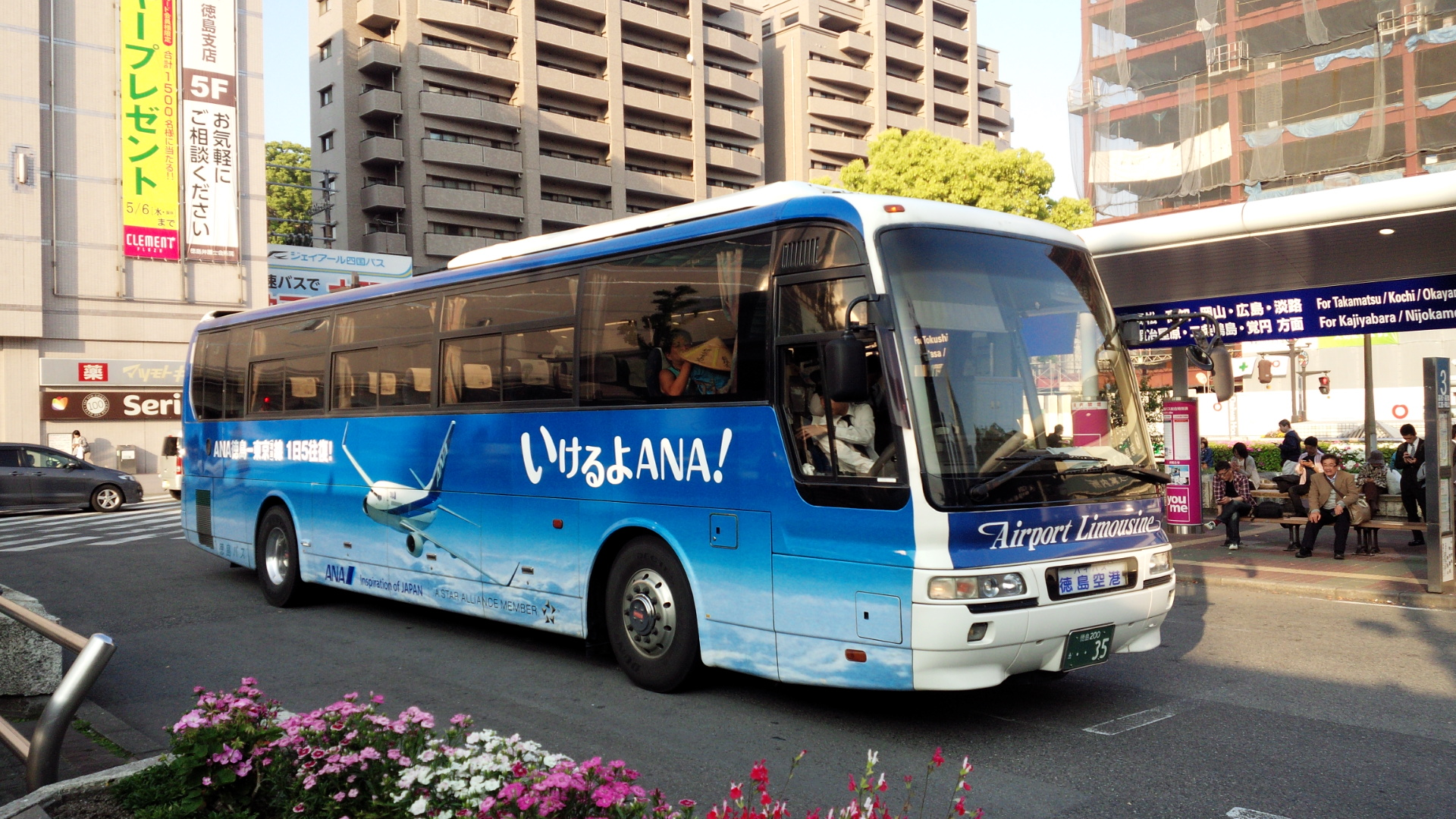
徳島空港連絡バス用三菱ふそうエアロバス（全日空のラッピングバス、徳島駅前にて）

### 高速車
「エディ号」で採用されている、エメラルドグリーン・ブルーを基調として渦潮がデザインされたカラーリングは、同社初の夜行路線（東京線）に京浜急行電鉄（当時）と共通で採用されたものである。その後、同社の高速路線専用カラーリングとして定着した。
三菱車(特にMS96系)を多数所有し、日野車も一定数所有している。徳島バスの高速バス車両は担当制としており、各運転手には決められた1台がそれぞれ割り当てられている。
なお、日野セレガGDを1台、四国交通に売却している。

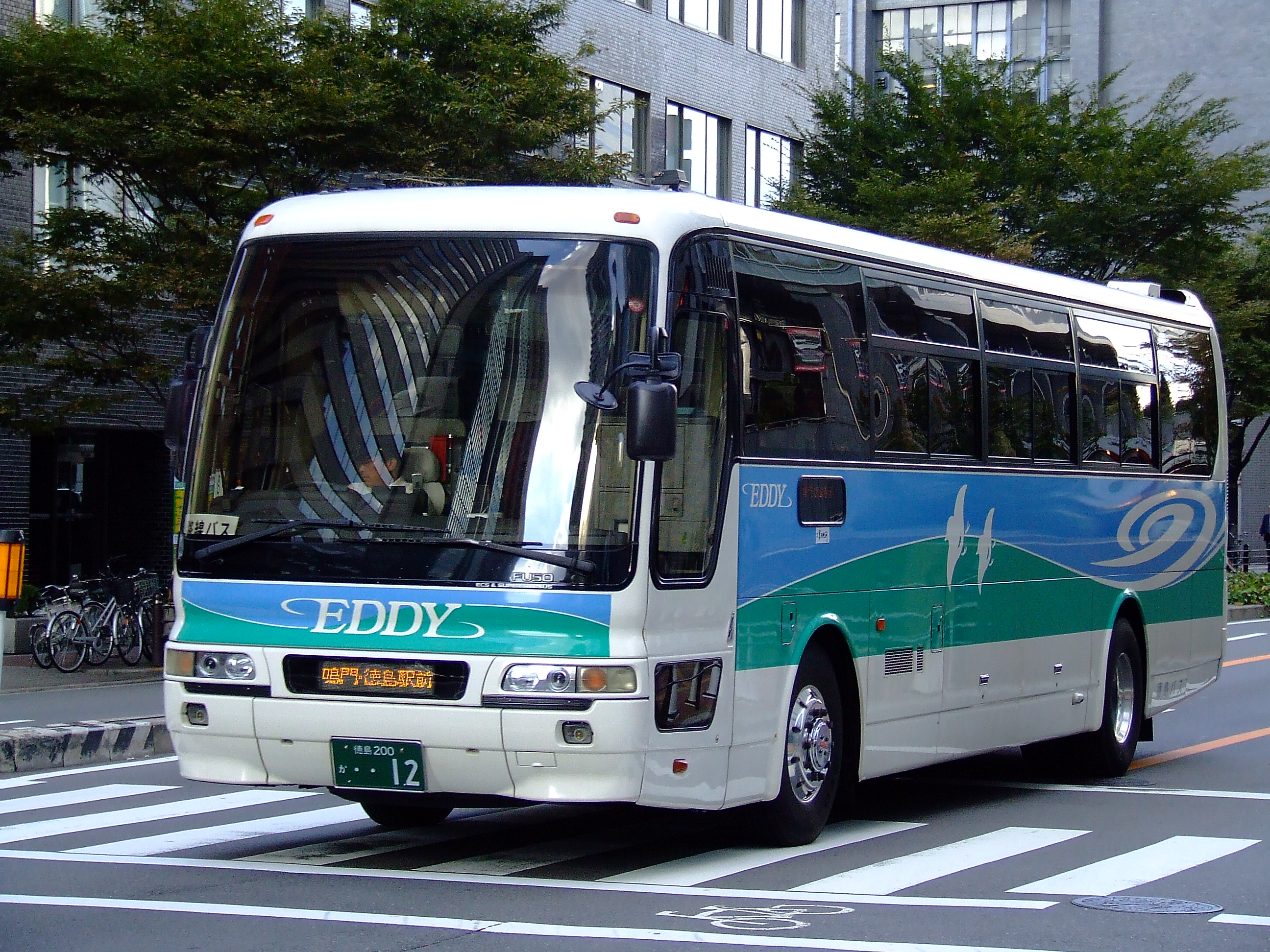
「エディ号」関西方面路線用三菱ふそうエアロバス
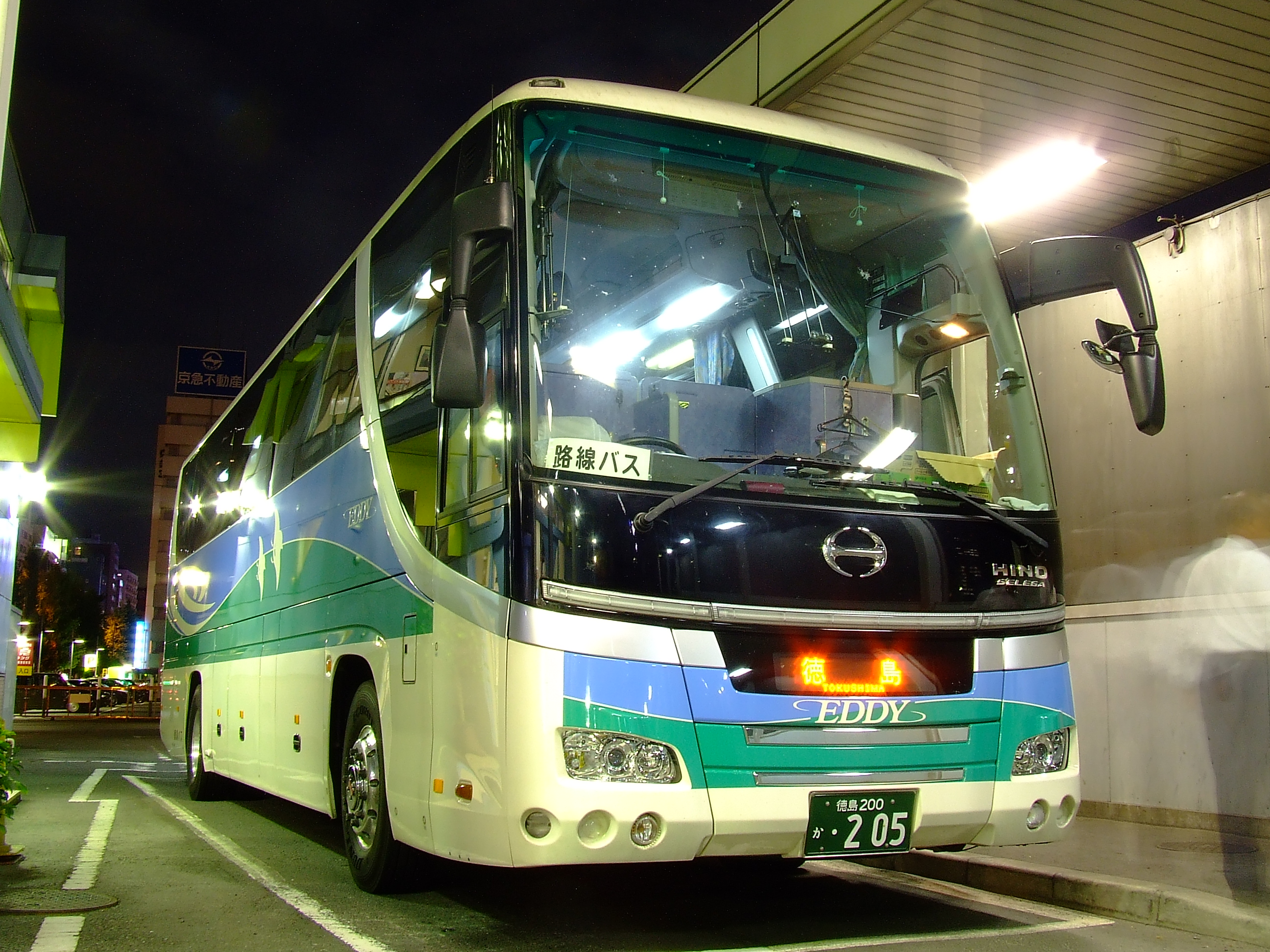
「エディ号」東京線（夜行）用新型セレガ

### 貸切車
貸切車は、日野・セレガ系（セレガ、セレガR）、三菱車などを所有している。
なお、2台のエアロバス（移籍後も徳バスカラー）と、日野レインボーRR（観光色に変更）を四国交通に売却している。

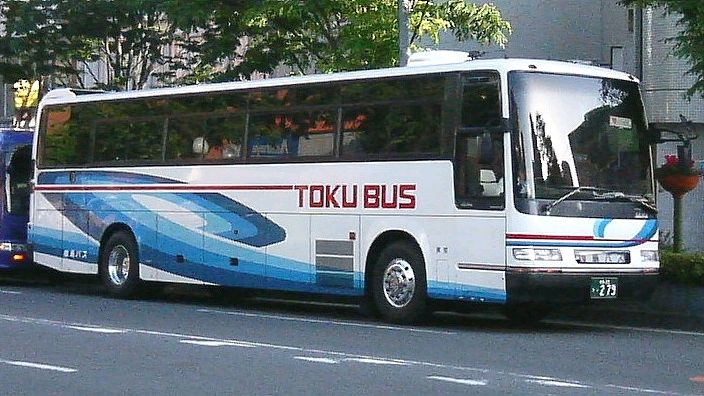
貸切車（福岡市にて）

## 関連会社
- 徳島バス阿南（通称：阿南バス）(現在は徳島バスに吸収合併された)
- 徳島バス南部（通称：南部バス）
- 四国交通 （通称：よんこう）
- 徳バス観光サービス（通称：サンデーツアー）
- 松茂興業（かつて徳島バス自動車学校→松茂自動車学校[現在は閉鎖]を運営していた）

## 徳島バスが登場する作品
- 連続テレビ小説『ウェルかめ』 - 徳島県を舞台としたテレビドラマ。東京のファッション雑誌『マニフィーク』」が廃刊し、ヒロインの浜本波美（倉科カナ）が会社を解雇されて帰郷するため徳島バスに乗り、バスを降りて田んぼの真ん中で泣くというシーンがある。